# Batik-Del Monte
La Batik-Del Monte, nota in precedenza come Mecair e Gewiss, era una squadra maschile italiana di ciclismo su strada, attiva nel professionismo dal 1993 al 1997.
In cinque anni di attività nel professionismo la squadra ottenne diverse vittorie di rilievo. Solo nel 1994, l'anno migliore, arrivarono infatti il successo finale di Evgenij Berzin al Giro d'Italia e i trionfi alla Milano-Sanremo, alla Liegi-Bastogne-Liegi e al Giro di Lombardia, tre delle cinque "classiche monumento", con Giorgio Furlan, Evgenij Berzin e Vladislav Bobrik rispettivamente.
Sulle numerose vittorie del team pesa però l'ombra del doping di squadra, soprattutto la somministrazione di eritropoietina, ormone regolatore della produzione di globuli rossi, con il conseguente e sospetto aumento dei valori ematocrito nel sangue degli atleti all'approssimarsi delle gare.

## Storia

### 1993: Mecair
Il Gruppo Sportivo Mecair, dopo diversi anni nel dilettantismo, entra nel ciclismo professionistico nel 1993. Lo sponsor è la Mecair, azienda produttrice di sistemi per la depolverazione di filtri industriali con sede a Nova Milanese, supportata dalla Ballan, ditta di porte da garage, mentre il direttore sportivo e team manager è Emanuele Bombini, ex ciclista attivo nel professionismo dal 1981 al 1991, coadiuvato da Paolo Rosola. Per l'ingresso nei pro Bombini forma la nuova squadra intorno al trentaduenne Moreno Argentin, campione del mondo 1986 e suo ex compagno per tre anni alla Gewiss-Bianchi, portando in gruppo promettenti esordienti come i russi Evgenij Berzin e Vladislav Bobrik, il varesino Francesco Frattini e il velocista Nicola Minali.
Al Giro d'Italia 1993 Argentin vince la prima semitappa della prima frazione, andando a indossare la maglia rosa; la terrà per altri otto giorni, fino a perderla nella cronometro di Senigallia a favore di Miguel Indurain. In quel Giro arrivano altre due vittorie di tappa con Pëtr Ugrjumov, lettone proveniente dal team Seur, e con lo stesso Argentin, che chiuderà sesto nella generale (vincerà Indurain). Ad agosto, poco dopo la vittoria al Leeds International Classic, il corridore Alberto Volpi viene trovato positivo alla gonadotropina corionica; viene quindi escluso dalla squadra italiana in cui era stato inizialmente selezionato per disputare i campionati del mondo di Oslo, ma non viene squalificato in seguito ad un cavillo di forma nelle analisi. Walter Polini, il medico del team, denuncia formalmente il giro di pratiche illecite presente in squadra, venendo però poco dopo licenziato per "incapacità". Il fenomeno del doping di squadra sarebbe divenuto noto al grande pubblico solo alcuni anni dopo, e Polini viene quindi sovente indicato come uno dei "pionieri" dell'antidoping.

### 1994: Gewiss-Ballan

Giorgio Furlan vince la Milano-Sanremo 1994 in maglia Gewiss-Ballan

Nel 1994 il nuovo main sponsor è la Gewiss, società del settore elettrotecnico che già dal 1987 al 1989 era stata presente nel mondo del ciclismo come promotrice della squadra diretta da Serge Parsani, la Gewiss-Bianchi. I principali nuovi arrivi sono invece Giorgio Furlan, specialista delle classiche, e il danese Bjarne Riis, quinto al Tour de France dell'anno prima, entrambi provenienti dall'Ariostea. Furlan comincia la stagione vincendo il Trofeo Pantalica e la Tirreno-Adriatico; arriva alla Milano-Sanremo in gran forma e, come da pronostico, si aggiudica la corsa con uno scatto decisivo sulla salita del Poggio. In aprile la Gewiss conquista altre due classiche, questa volta in terra belga: il 17, con uno scatto a 7 km dal traguardo di Ans, Evgenij Berzin fa sua la Liegi-Bastogne-Liegi precedendo Lance Armstrong e il compagno Furlan, mentre il 20 è addirittura tripletta alla Freccia Vallone. Nell'occasione è ancora Berzin a scattare, seguito poco dopo dai soli Argentin e Furlan; primo arriverà Argentin, al terzo trionfo nella gara (eguagliato Merckx), secondo Furlan e terzo, leggermente staccato, il russo.
Al Giro d'Italia 1994 la squadra si presenta con l'intento di contrastare il favorito Indurain, vincitore delle due edizioni precedenti; come nei piani, già alla terza tappa capitan Argentin, grazie ad uno scatto sulla salita di Osimo, fa sua la maglia rosa guadagnando 21 secondi sullo spagnolo. Ma non sarà lui il protagonista: solo due giorni dopo, sull'arrivo in salita di Campitello Matese, Argentin accusa un ritardo di 2'55" da Evgenij Berzin, vincitore di tappa, perdendo il simbolo del primato a favore del compagno, di nove anni più giovane, in quello che a taluni è sembrato una sorta di passaggio di consegne. Il russo insiste e nella cronometro di Follonica, all'ottava tappa, infligge altri pesanti distacchi agli avversari, tra cui ben due minuti e mezzo allo specialista Indurain; arrivano le Alpi e nella tappa di Merano, vinta in solitaria da un giovane Marco Pantani, lontano però in classifica, nessuno lo attacca. Nella tappa dell'indomani, con Stelvio e Mortirolo e arrivo all'Aprica, Pantani concede il bis, guadagnando ben 4'06" su Berzin e rimettendosi in gioco (secondo con un distacco di 1'18") per la vittoria finale. Tre giorni dopo, nella cronoscalata del Passo del Bocco, la maglia rosa si rifà vincendo la frazione e riportando a 2'55" il vantaggio su Pantani; da lì alla fine i distacchi, con i migliori che arrivano insieme nella tappa di Les Deux Alpes, rimangono sostanzialmente invariati e Berzin può festeggiare, a sorpresa e primo russo nella storia, la vittoria della "Corsa rosa". Concluso il Giro Moreno Argentin, risultato gregario fondamentale per il successo della Gewiss, annuncia, all'età di 34 anni, il ritiro dall'attività dopo 15 stagioni tra i professionisti.

Berzin in maglia rosa al vittorioso Giro d'Italia 1994

In giugno Berzin conclude secondo l'Euskal Bizikleta dietro a Stefano Della Santa, mentre in luglio la squadra è ancora protagonista, al Tour de France. Nella Grande Boucle arrivano infatti ben quattro vittorie di tappa: quella di Portsmouth con Nicola Minali, quella di Albi con Bjarne Riis e quelle di Cluses e di Avoriaz (cronoscalata) con Pëtr Ugrjumov. Il lettone, vincendo le due frazioni alpine, rispettivamente la 18ª e la 19ª, riesce a risalire addirittura alla seconda posizione nella classifica generale, rimanendo però pur sempre staccato di 5'39" da Miguel Indurain, vincitore senza particolari problemi per la quarta volta consecutiva. In ottobre, al Giro di Lombardia, la Gewiss ottiene un'ultima vittoria a coronamento di un'annata eccezionale: vince infatti il ventitreenne Vladislav Bobrik, abile a sfruttare la volata lunga iniziata a 300 metri dal traguardo da Claudio Chiappucci, poi secondo, per riprendere Pascal Richard, andatosene in cima alla salita di Lissolo.

### 1997: Batik-Del Monte
Nel 1997 arrivano altre vittorie a livello internazionale, tra cui le due tappe vinte al Tour de France da Nicola Minali. Al termine della stagione la squadra viene dismessa; da essa, e dai suoi direttori sportivi, nascono due nuovi team, la Riso Scotti-MG Maglificio diretta da Bombini (con cinque corridori della Batik più alcuni provenienti dalla dismessa MG Boys Maglificio-Technogym) e la Ballan diretta da Miozzo.

### I sospetti sull'utilizzo di doping
Poco dopo la tripletta alla Freccia Vallone del 1994 il medico della squadra Michele Ferrari dichiara che, a suo parere, «tutto ciò che non si prende ai test non è doping» e che «se fossi un corridore assumerei i prodotti che non si trovano». L'11 maggio la dirigenza della Gewiss decide di licenziarlo, anche al fine, secondo la stampa, di tutelare la squadra e di allontanare i sospetti su una relazione tra i successi del team e il possibile utilizzo di sostanze dopanti; le frasi di Ferrari suscitano comunque moltissime polemiche. Anche la Federazione Medici Sportivi Italiana lo sospende cautelativamente in seguito alle dichiarazioni. Ferrari aveva inoltre affermato di non ritenere dannoso l'utilizzo di eritropoietina, ma solo l'abuso della stessa, quando al contrario, secondo molti medici, l'utilizzo di tale ormone può provocare atrofia del midollo spinale e malattie quali la leucemia.
Nel 1998 la Procura di Ferrara acquisisce gli atti relativi al Centro di ricerche biomediche applicate allo sport di Ferrara diretto dal professor Francesco Conconi. Viene avviata un'inchiesta, affidata al pubblico ministero Pierguido Soprani, secondo cui nel periodo 1992-1995 i medici del centro avrebbero somministrato farmaci dannosi per la salute a numerosi atleti attivi in differenti sport. Anche Michele Ferrari, ex medico della Gewiss, viene chiamato in causa. Nel 2000 viene chiesto il rinvio a giudizio di Conconi e di 7 suoi collaboratori, con accuse di associazione per delinquere, frode sportiva, truffa aggravata e somministrazione di sostanze in modo pericoloso per la salute. Nel novembre 2003, dopo che il processo è ripartito da zero, viene riconosciuta la colpevolezza di Conconi e degli altri due medici Grazzi e Casoni, gli unici rimasti imputati; i tre non vengono però condannati, essendo il reato di frode sportiva caduto in prescrizione.

## Cronistoria

### Annuario
| Anno | Codice | Nome            | Cat. | Biciclette | Dirigenza                                                                               |
| ---- | ------ | --------------- | ---- | ---------- | --------------------------------------------------------------------------------------- |
| 1993 | MEC    | Mecair-Ballan   | -    | Rossin     | Manager: - Dir. sportivi: Emanuele Bombini, Paolo Rosola                                |
| 1994 | GEW    | Gewiss-Ballan   | -    | De Rosa    | Manager: - Dir. sportivi: Emanuele Bombini, Paolo Rosola, Flavio Miozzo                 |
| 1995 | GEW    | Gewiss-Ballan   | -    | Bianchi    | Manager: - Dir. sportivi: Emanuele Bombini, Paolo Rosola, Flavio Miozzo                 |
| 1996 | GEW    | Gewiss-Playbus  | -    | Bianchi    | Manager: - Dir. sportivi: Emanuele Bombini, Paolo Rosola, Flavio Miozzo, Guido Bontempi |
| 1997 | BAT    | Batik-Del Monte | -    | De Rosa    | Manager: Mauro Battaglin Dir. sportivi: Emanuele Bombini, Flavio Miozzo, Guido Bontempi |

### Classifiche UCI
| Anno | Classifica | Pos. | Migliore cl. individuale |
| ---- | ---------- | ---- | ------------------------ |
| 1995 | -          | 4º   | Evgenij Berzin (7º)      |
| 1996 | -          | 12º  | Evgenij Berzin (29º)     |
| 1997 | -          | 26º  | Nicola Minali (93º)      |

## Palmarès

### Grandi Giri
- Giro d'Italia

Partecipazioni: 5 (1993, 1994, 1995, 1996, 1997)
Vittorie di tappa: 11
1993: 3 (2 Moreno Argentin, Pëtr Ugrjumov)
1994: 4 (Moreno Argentin, 3 Evgenij Berzin)
1995: 2 (Nicola Minali, Evgenij Berzin)
1996: 2 (Evgenij Berzin, Ivan Gotti)
Vittorie finali: 1
1994 (Evgenij Berzin)
Altre classifiche: 1
1994: Giovani (Evgenij Berzin)
- Tour de France

Partecipazioni: 4 (1994, 1995, 1996, 1997)
Vittorie di tappa: 7
1994: 4 (Nicola Minali, Bjarne Riis, 2 Pëtr Ugrjumov)
1995: 1 (cronosquadre)
1996: 1 (Evgenij Berzin)
1997: 2 (2 Nicola Minali)
Vittorie finali: 0
Altre classifiche: 0
- Vuelta a España

Partecipazioni: 2 (1995, 1996)
Vittorie di tappa: 7
1995: 3 (3 Nicola Minali)
1996: 4 (4 Nicola Minali)
Vittorie finali: 0
Altre classifiche: 0

### Classiche monumento
- Milano-Sanremo: 2

1994 (Giorgio Furlan); 1996 (Gabriele Colombo)
- Liegi-Bastogne-Liegi: 1

1994 (Evgenij Berzin)
- Giro di Lombardia: 1

1994 (Vladislav Bobrik)

### Campionati nazionali
- Campionati danesi: 1

In linea: 1995 (Bjarne Riis)